# Montañas Gorce
Las montañas Gorce (en polaco: Gorce) son parte de la cordillera de los Beskides occidentales que se extiende por el extremo sur de Polonia. Están situadas en el voivodato de Pequeña Polonia, en el extremo occidental de la larga cordillera de los Cárpatos que se extiende hacia el este, más allá del río Dunajec, a lo largo de unos 1500 km. Las Gorce se caracterizan por numerosas crestas que se extienden en todas las direcciones, hasta 1500 km de este a oeste, con una serie de elevaciones más altas cortadas por profundos valles fluviales.
La cordillera está dominada por una docena de suaves picos, entre los que se encuentran el Turbacz (el más alto, con 1310 m s. n. m.) en el centro, y, mirando al este Jaworzyna Kamienicka (1288 m), Kiczora (1282 m), Kudłoń (1276 m), Przysłop, Czoło y Gorc Kamienicki. La cresta sureste de las Gorce llega hasta la cordillera de montes Pieninos (cortada por el paso de Ochotnica), con Lubań (1225 m) como su pico más alto, seguido de Pasterski Wierch, Runek y Marszałek. Las crestas del noroeste incluyen al Obidowiec, y el pico de Suhora (1000 m) que cuenta con un observatorio astronómico propiedad de la Universidad Pedagógica de Cracovia.
En las Gorce hay una serie de cuevas más pequeñas, excavadas en la roca sedimentaria y sus conglomerados que forman el cinturón de Flysch de los Cárpatos. La elevada pluviosidad anual se debe a que el aire es forzado a subir por las montañas y se acumula en las nubes. El agua de lluvia fluye rápidamente en todas las direcciones debido a la densidad del suelo y la cubierta vegetal; alimentando el río Raba en el lado noroeste de las Gorce, y el Dunajec en el lado sureste. Otros ríos, formados por las montañas, son el Kamienica (35 km de longitud), el Ochotnica (24 km) y el Porębianka (13 km), así como grandes arroyos como el Turbacz, el Gorcowy y el Łopuszna, entre otros. La ciudad principal es Nowy Targ en el Dunajec abajo en el valle de Podhale, con grandes pueblos de recreo como Krościenko nad Dunajcem, Szczawa y Ochotnica.

## Geografía

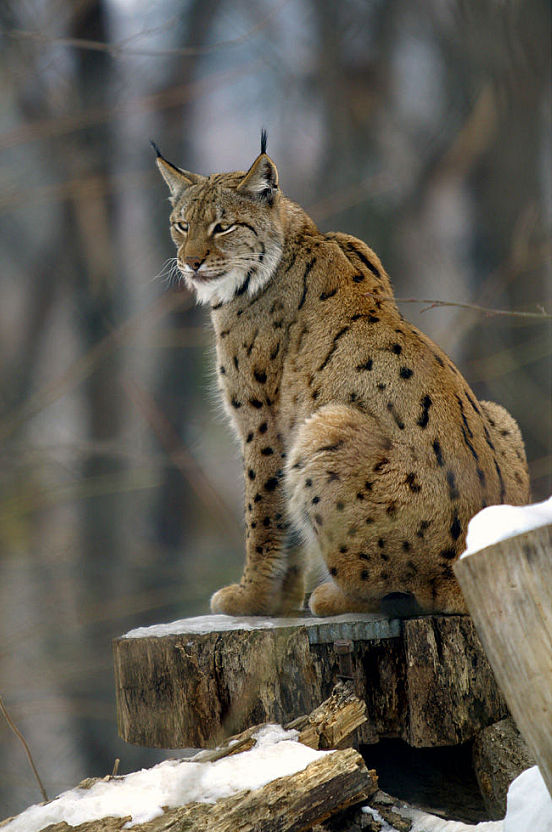
Un lince en el parque nacional de Gorce

Parte de las montañas Gorce están protegidas al quedar dentro del parque nacional de Gorce (en polaco: Gorczański Park Narodowy), un santuario de aves y una zona de conservación de la biodiversidad designada en 1981 por el voivodato de Pequeña Polonia, con una zona estrictamente protegida que cubre 3611 hectáreas, del área total del parque de 7030 ha, en la parte más alta de las Gorce.
La fauna incluye casi 50 especies de mamíferos, con el lobo y el lince a la cabeza; el oso pardo, menos frecuente, y la lutra (rara nutria europea), así como la marta y el tejón. El lirón enano  y el lirón de los bosques, así como el lirón común, están estrictamente protegidos. En la zona del parque se han contabilizado más de 200 ciervos, así como corzos y jabalíes, zorros, gatos monteses, liebres, zorrillos y armiños. Entre los reptiles y anfibios se encuentra la salamandra (en latín: Salamandra salamandra, el único anfibio (uno de los dos Salamandridae) que da a luz a crías completamente formadas; el símbolo del Parque), así como más de noventa especies de aves reproductoras, entre las que se encuentran el búho, el águila, el halcón, el las , la cigüeña negra y otras
En las Gorce, hay cientos de especies de plantas, incluidas plantas alpinas y subalpinasque crecen en prados y áreas abiertas. Los bosques cubren alrededor del 65% de las montañas, en cuatro pisos distintos según la altitud. Las especies de árboles más comunes son el haya, las piceas y el abeto, con una edad media de hasta 100 años.
El paisaje de las Gorce ha sido alterado por la actividad humana. Los primeros pobladores aparecieron en la zona de las Gorce en el siglo XII. El primer monasterio fue erigido en Ludźmierz por monjes cistercienses en 1234. Durante el reinado de Casimiro III el Grande (Kazimierz Wielki) se construyeron los primeros castillos, incluso en Czorsztyn, y más asentamientos nuevos, como la ciudad de Krościenko (1348) y los pueblos: Kluszkowce (1307), Grywałd (1330) y Tylmanowa (1336), se establecieron a lo largo de la frontera con el Reino de Hungría, a lo que siguió el aumento de la tala y el transporte comercial. Sin embargo, los bosques de las Gorce fueron los que más sufrieron en el siglo XIX, durante el dominio imperial de Austria-Hungría. Los árboles se talaron a gran escala, especialmente en las zonas de fácil acceso.
Las montañas Gorce son una zona turística muy popular, con cuarenta senderos bien señalizados para excursiones de dos a cuatro horas de duración, divididos en diferentes niveles de dificultad con una distancia máxima de 17 kilómetros (sendero Raba Niżna-Turbacz, que duplica la longitud media). En particular, los colores de las marcas de los senderos (señales, instaladas por el PTTK tanto para los excursionistas como para los esquiadores) no implican niveles de dificultad, sino senderos primarios y secundarios con diferente longitud y orientación, por ejemplo: los colores rojo y azul significan senderos en dirección este-oeste y norte-sur, mientras que los bucles más cortos suelen utilizar marcas amarillas.
1. Rojo, el sendero más largo que atraviesa toda la cordillera: desde el extremo oriental de Krościenko nad Dunajcem hasta Rabka-Zdrój en su extremo occidental.
2. Senderos azules, desde el paso de Snozka (Przełęcz Snozka) en el sur, hasta Kamienica (norte).
3. Senderos verdes, desde Tylmanowa, Niedźwiedź, Nowy Targ (capital del distrito) a través de los picos más altos (Turbacz, Lubań).
4. Senderos amarillos, de Ochotnica Górna, Poręba Wielka, Raba Niżna a PTTK chalets de montaña por lo general.
5. Senderos negros; de Szczawa, Lubomierz, Łopuszna, Mszana Dolna, Rabka-Zdrój a través de varios prados y pasos.